# Procryptocerus spiniperdus
Procryptocerus spiniperdus är en myrart som beskrevs av Auguste-Henri Forel 1899. Procryptocerus spiniperdus ingår i släktet Procryptocerus och familjen myror. Inga underarter finns listade i Catalogue of Life.